# Much Against Everyone’s Advice
Much Against Everyone’s Advice – drugi album studyjny belgijskiej grupy Soulwax, wydany w 1998 r. przez wytwórnię Play It Again Sam.

## Lista utworów i wydania
| Belgia / Europa – 1998 | Belgia / Europa – 1998           | Belgia / Europa – 1998 |
| Nr                     | Tytuł utworu                     | Długość                |
| ---------------------- | -------------------------------- | ---------------------- |
| 1.                     | „Conversation Intercom”          | 3:06                   |
| 2.                     | „Saturday”                       | 3:11                   |
| 3.                     | „When Logics Die”                | 3:29                   |
| 4.                     | „Much Against Everyone’s Advice” | 2:48                   |
| 5.                     | „Overweight Karate Kid”          | 2:04                   |
| 6.                     | „Proverbial Pants”               | 4:27                   |
| 7.                     | „The Salty Knowledge Of Tears”   | 2:42                   |
| 8.                     | „Flying Without Wings”           | 3:48                   |
| 9.                     | „More Than This”                 | 4:19                   |
| 10.                    | „Too Many DJ's”                  | 4:10                   |
| 11.                    | „Temptingly Yours”               | 2:34                   |
| 12.                    | „My Cruel Joke”                  | 4:23                   |
| 13.                    | „Scream”                         | 3:39                   |
| 14.                    | „Funny”                          | 4:33                   |
|                        |                                  | 49:13                  |

| Stany Zjednoczone – 1999 | Stany Zjednoczone – 1999         | Stany Zjednoczone – 1999 |
| Nr                       | Tytuł utworu                     | Długość                  |
| ------------------------ | -------------------------------- | ------------------------ |
| 1.                       | „Conversation Intercom”          | 3:54                     |
| 2.                       | „Saturday”                       | 3:11                     |
| 3.                       | „When Logics Die”                | 3:29                     |
| 4.                       | „Much Against Everyone’s Advice” | 2:48                     |
| 5.                       | „Overweight Karate Kid”          | 2:04                     |
| 6.                       | „Proverbial Pants”               | 4:27                     |
| 7.                       | „The Salty Knowledge Of Tears”   | 2:42                     |
| 8.                       | „Flying Without Wings”           | 3:47                     |
| 9.                       | „More Than This”                 | 4:19                     |
| 10.                      | „Too Many DJ's”                  | 4:10                     |
| 11.                      | „Temptingly Yours”               | 2:34                     |
| 12.                      | „Scream”                         | 3:39                     |
| 13.                      | „Funny”                          | 4:32                     |
|                          |                                  | 45:36                    |

| Wielka Brytania – 2000 | Wielka Brytania – 2000           | Wielka Brytania – 2000 |
| Nr                     | Tytuł utworu                     | Długość                |
| ---------------------- | -------------------------------- | ---------------------- |
| 1.                     | „Conversation Intercom”          | 3:54                   |
| 2.                     | „Saturday”                       | 3:11                   |
| 3.                     | „When Logics Die”                | 3:29                   |
| 4.                     | „Much Against Everyone’s Advice” | 2:48                   |
| 5.                     | „Overweight Karate Kid”          | 2:04                   |
| 6.                     | „Proverbial Pants”               | 4:27                   |
| 7.                     | „More Than This”                 | 4:19                   |
| 8.                     | „Too Many DJ's”                  | 4:10                   |
| 9.                     | „Temptingly Yours”               | 2:34                   |
| 10.                    | „Scream”                         | 3:39                   |
| 11.                    | „Funny”                          | 4:32                   |
|                        |                                  | 39:07                  |